# Родина (концертный зал)
Зал органной и камерной музыки «Родина» — концертный зал камерной и органной музыки, расположенный в Калининском районе города Челябинска. Здание концертного зала «Родина» включено в перечень выявленных объектов культурного наследия. Является одним из концертных залов Челябинской государственной филармонии.

## История здания
В 1950 году в Челябинске открылся кинотеатр «Родина», ставший самым большим в городе. Кинотеатр, вместимостью в 500 зрительских мест, был построен по типовому проекту в стиле неоклассицизма. Главный фасад здания был оформлен в виде монументального коринфского портика с треугольным фронтоном. В 1975 году, усилиями художника К. В. Фокина, в интерьере холла и зрительного зала появились живописные росписи, которые не были предусмотрены первоначальным проектом. С 80-х годов XX века кинотеатр впервые в Челябинске начал демонстрировать стереофильмы. По первоначальному своему назначению кинотеатр «Родина» проработал до 2002 года, когда здание кинотеатра было признано аварийным. В октябре 2008 года здание перешло в собственность частной организации. Восстановление и реконструкция здания началась после объявления о переносе в здание кинотеатра органа при участии немецкой компании «Германн Ойле» из здания Александро-Невской церкви, которое было передано Русской православной церкви. С 2010 по 2014 годы здание подверглось масштабной реконструкции. Перепланировка здания бывшего кинотеатра была осуществлена непосредственно под встраиваемый музыкальный инструмент. Интерьеры холла, вестибюлей и зала были решены в классическом стиле. В холле зала восстановлена утраченная лепнина. В зрительном зале установлены специальные акустические кресла, не поглощающие звук. Для артистов было создано 8 гримёрных. Главный фасад здания отреставрирован с сохранением деталей внешнего облика — портика с фронтоном, входного крыльца. По периметру здания отреставрирована или восстановлена первоначальная лепнина.
24 декабря 2014 года состоялся первый концерт в здании бывшего стереокинотеатра «Родина», а 25 декабря состоялось официальное открытие Зала органной и камерной музыки «Родина».

## Орган

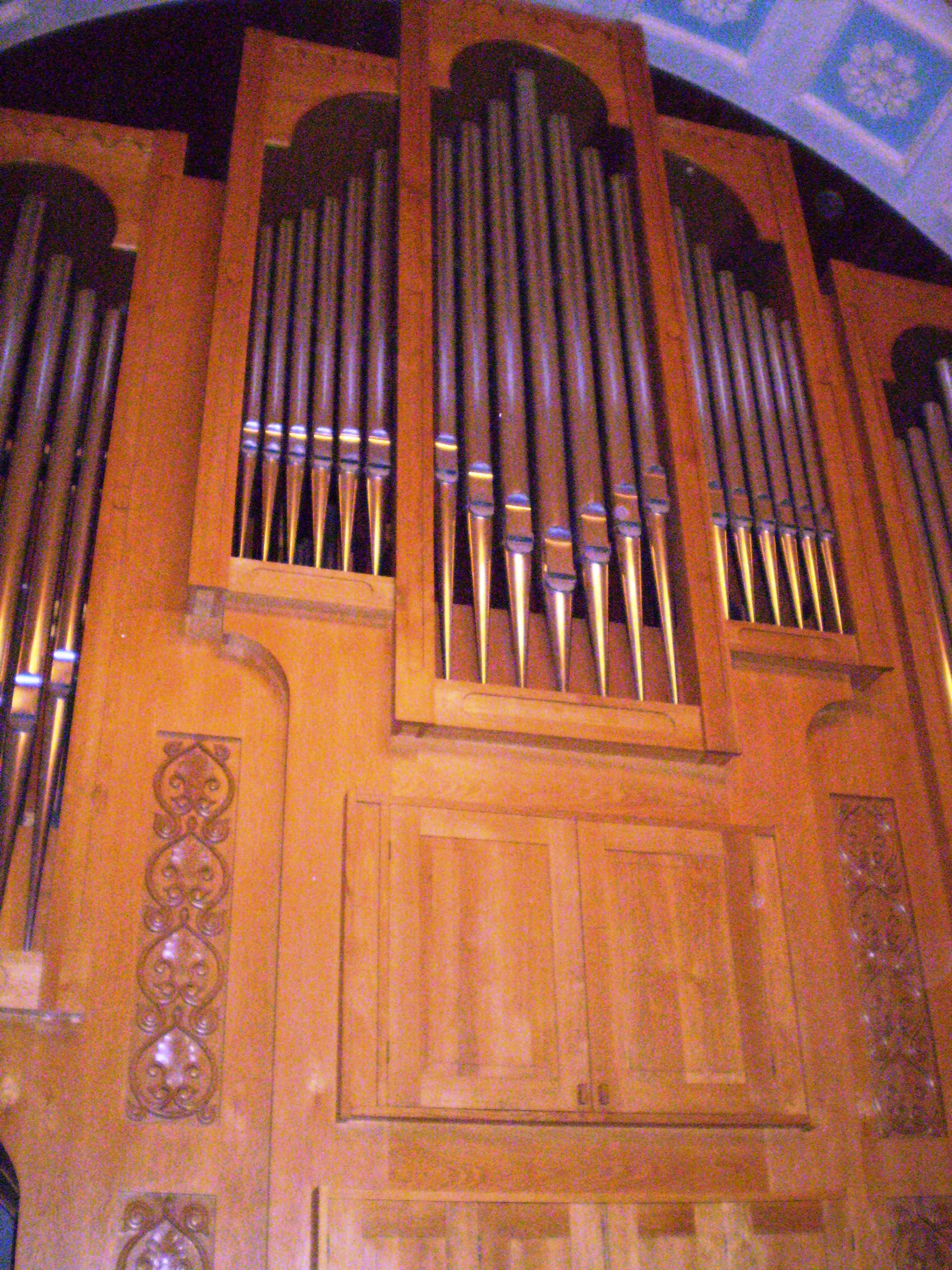
Орган в Челябинске в здании Александро-Невской церкви

Орган был изготовлен мастерами немецкой фирмы «Германн Ойле» (нем. Hermann Eule). Стоимость органа составляла в 1987 году примерно 790 тысяч марок; строительство аналогичного инструмента в 2010 году обошлось бы в 950 тысяч евро.
Здание Александро-Невской церкви было перестроено с учётом всех условий, необходимых для установки органа. Акустика помещения была модифицирована за счёт специальной отделки тела здания и акустического интерьера — к примеру, монтажа большой потолочной люстры для рассеивания звука и предотвращения чрезмерного усиления акустики. Было возведено виброустройчивое основание под орган с допустимой нагрузкой 9 тонн, установлена система кондиционирования для обеспечения постоянной температуры и влажности воздуха в помещении. Благодаря качественной климатической технике на протяжении 23 лет орган содержался в оптимальном температурно-влажностном режиме.
Инструмент насчитывал 2504 трубы, 37 регистров, три мануала и педальную клавиатуру. Игровая (клавишная) трактура механическая, регистровая трактура электромеханическая. Его звук отличался редкой мягкостью и благородством звучания основных голосов.
Челябинский орган многие исполнители считали одним из лучших в России и Европе. Создатели инструмента, органостроительная компания с мировым именем, считали, что челябинский орган принадлежит к числу лучших инструментов в международном масштабе.
В 1998 году были проведены работы по ремонту и модернизации органа с участием специалистов «Hermann Eule».
В январе 2014 года орган был демонтирован из здания церкви Александра Невского и перевезён в здание кинотеатра «Родина». В течение 2014 года была произведена кардинальная модернизация органа. Осуществлена чистка музыкального инструмента и его звуковая модернизация. В инструмент была встроена современная система комбинирования регистровок, изготовленная в Германии. Банк памяти данной системы хранит 9999 тысяч регистровых комбинаций. По мнению музыкальных экспертов, это позволяет артистам импровизировать и экспериментировать.